# Piraputanga (Aquidauana)
Piraputanga é um distrito do município brasileiro de Aquidauana, no interior do estado de Mato Grosso do Sul. Segundo o censo demográfico de 2022, realizado pelo Instituto Brasileiro de Geografia e Estatística (IBGE), sua população era de 712 habitantes e havia 291 domicílios particulares permanentes ocupados. Foi criado pela lei estadual nº 1.164 de 20 de novembro de 1958.
De acordo com o IBGE, em 2010 a população era de 673 habitantes e havia 515 domicílios particulares.